# La géographie, ça sert, d'abord, à faire la guerre
La géographie, ça sert, d'abord, à faire la guerre est un essai de géographie, écrit par le géographe français Yves Lacoste en 1976. L'auteur propose une analyse critique de la géographie française et de son épistémologie, discipline qu'il identifie comme un « savoir stratégique » au service des dirigeants politiques.

## L'auteur
Yves Lacoste est un géographe français et spécialiste de géopolitique. Fondateur de la revue Hérodote, il est professeur émérite à l'Université Paris-VIII.

## Résumé et enjeux
Dans son essai, Yves Lacoste procède à une critique assez virulente de la discipline géographique telle qu'elle est alors enseignée et transmise par l'enseignement français (« géographie des professeurs »), et appropriée par les médias de masse (géographie-spectacle) et les acteurs politiques (« géographie des états-majors »). Il reproche à ces derniers l'« occultation » de la dimension politique qui en est faite, cherchant en effet à en souligner l'importance stratégique pour l'organisation des territoires et la résolution des problèmes posés par les chocs pétroliers et la Guerre froide, par leur incidence spatiale. Il critique également la Nouvelle Géographie et la géographie quantitative, y préférant une géographie militante d'inspiration marxiste.
Publié la même année que le lancement de la revue de géographie Hérodote, portée par le même auteur et se voulant « revue de géopolitique », l'ouvrage participe de la refondation d'une discipline tombée en disgrâce depuis l'utilisation qui en avait été faite par le Troisième Reich et ses velléités expansionnistes. Lacoste insiste notamment sur le rôle des géographes dans la compréhension des inégalités spatiales et des questions sociales (enjeux liées à la justice spatiale, à l'environnement, analyse des conflits, etc.)
Lacoste interroge également l’influence et la responsabilité des géographes vis-à-vis de la société. Dans le sillage de la géographie d'Élisée Reclus, il plaide en faveur d'un savoir géographique accessible au plus grand nombre.

## Réédition
Publié initialement chez François Maspero, l'ouvrage est réédité, dans une version augmentée, en 2012 aux éditions La Découverte.